# NGC 5736
NGC 5736 је спирална галаксија у сазвежђу Волар која се налази на NGC листи објеката дубоког неба.
Деклинација објекта је + 11° 12' 11" а ректасцензија 14h 43m 30,8s. Привидна величина (магнитуда) објекта NGC 5736 износи 14,3 а фотографска магнитуда 15,2. NGC 5736 је још познат и под ознакама MCG 2-38-1, CGCG 76-7, PGC 52597.